# Catastrophe du West Loch
La catastrophe du West Loch est un accident maritime étant survenu pendant la Seconde Guerre mondiale à la base navale américaine de Pearl Harbor à Hawaï. L'incident, qui s'est produit juste après 15 h 00 le dimanche 21 mai 1944, a commencé à la suite d'une explosion dans une zone de rassemblement de navires de débarquement, de chars (LST) et d'autres navires d'assaut amphibies à West Loch. Un incendie s'est rapidement propagé parmi les navires en préparation pour l'opération Forager, l'invasion des îles Mariannes détenues par les Japonais. Au cours des 24 heures suivantes, six LST ont coulé, 163 membres du personnel naval sont morts et 396 ont été blessés.
Une commission d'enquête navale subséquente n'a jamais déterminé la cause exacte du désastre, mais a conclu que l'explosion initiale avait été causée par l'explosion d'un obus de mortier à bord du LST-353 pendant une opération de déchargement à la suite d'une chute ou d'une inflammation de vapeurs d'essence. L'incident - ainsi que la catastrophe de Port Chicago deux mois plus tard - conduisit à des changements majeurs dans les pratiques de maniement des armes au sein de la marine américaine.
L'épave du LST a été rapidement nettoyée lors d'une opération de sauvetage et immergée en mer à cinq kilomètres au sud d'Hawaï. Seule la coque du LST-480 partiellement échoué est restée dans le West Loch. Tout point presse fut refusé et le personnel naval reçut l'ordre de ne pas parler de l'incident. La catastrophe fut classée jusqu'en 1960 et donc encore aujourd’hui méconnue.
La catastrophe a fait l'objet de nombreuses spéculations selon lesquelles lors du sauvetage et du retrait des épaves du West Loch, la marine américaine aurait pu trouver les restes d'un sous-marin japonais de poche de la classe Kō-hyōteki, probablement considéré comme étant le cinquième sous-marin nain japonais ayant participé à l'attaque de décembre 1941.
|                                              |
| La carcasse brûlée du LST-39 le 21 mai 1944. |

| |
| Le LST-480 brûle à nouveau le 23 mai 1944. Le LST-353 coulé, à l'origine de la catastrophe, se trouve à tribord de sa proue. |

| |
| Épave du LST-480 à la position 21°21′26.04″N 157°59′50.05″W / 21.3572333°N 157.9972361°W encore visible aujourd'hui. |